# 48425 Tischendorf
48425 Tischendorf este un asteroid din centura principală de asteroizi.

## Descriere
48425 Tischendorf este un asteroid din centura principală de asteroizi. A fost descoperit pe 2 februarie 1989 la Tautenburg de Freimut Börngen. Asteroidul prezintă o orbită caracterizată de o semiaxă mare de 2,39 ua, o excentricitate de 0,14 și o înclinație de 2,3° în raport cu ecliptica.